# 白銀に燃えて
『白銀に燃えて』（はくぎんにもえて、原題：Iron Will）は、1993年制作のアメリカ合衆国の映画。
厳寒のカナダからアメリカ合衆国・ミネソタ州までを走る犬ぞりによる過酷なクロスカントリー・レースに挑戦した少年の姿を、実話に基づいて描いた作品。
日本でのビデオタイトルは『アイアン・ウィル/白銀に燃えて』。

## あらすじ
1917年の冬。17歳の少年ウィルは、農場を営む父の突然の死によって大学進学の夢を断念しかけていた。
そんなある日、ウィルは父が自分の学費を稼ぐため、犬ぞりレースに応募しようとしていたことを知る。そのレースはカナダからミネソタまで800キロを走るもので、優勝した者には賞金1万ドルが支払われるというものであった。
ウィルは父の夢をかなえるために、レースに出場することを決意、父と一緒に農場を経営していたネイティヴ・アメリカンのネッドのコーチを受けたのち、いよいよレースに出場する。
レースがスタートすると、北欧から来た尊大なチャンピオンのボルグが強さを発揮し、トップを走る。ウィルも負けじとボルグを追走するが、勝つためには手段を選ばないボルグは凶暴な犬を使ってウィルを妨害しようとする。
それにもめげずひたむきに走るウィルの姿は、新聞記者のハリーの書く記事によって伝えられ、人々はウィルを鋼鉄の意思（アイアン・ウィル）を持ったヒーローと称える。
そして、最後の難関とボルグの妨害を突破したウィルはレースに勝利することができるのか？

## キャスト
※括弧内は日本語吹替
- ウィル・ストーンマン - マッケンジー・アスティン（森川智之）
- ハリー・キングスレイ - ケヴィン・スペイシー（菅生隆之）
- J・W・ハーパー - デヴィッド・オグデン・スティアーズ（小林修）
- ボルグ・ギラーソン - ジョージ・ガーデス（池田勝）
- アンガス・マクティーグ - ブライアン・コックス（今西正男）
- デ・フォンティン - ジェフリー・アラン・チャンドラー（城山堅）
- ジャック・ストーンマン - ジョン・テリー（金尾哲夫）
- マギー・ストーンマン - ペネロープ・ウィンダスト（藤生聖子）
- ネッド - オーガスト・シェレンバーグ（立木文彦）
- ジョー・マクファーソン - レックス・リン（安西正弘）
- バートン - リチャード・リール（島香裕）
- その他：稲葉実、西村知道、水野龍司、石野竜三、佐藤ユリ、茶風林、星野充昭、林勇、内田崇吉